# Озёрин, Александр Никифорович
Александр Никифорович Озёрин (род. 1952) — российский химик, специалист в области физики и физической химии полимеров, член-корреспондент РАН (1997), с 2002 по 2018 гг. директор Института синтетических полимерных материалов имени Н. С. Ениколопова РАН.

## Биография
Родился 1 марта 1952 года в с. Линёво Волгоградской области.
В 1968 году окончил школу-интернат № 45 при Ленинградском государственном университете (ЛГУ).
В 1974 году — окончил факультет молекулярной и химической физики МФТИ.
В 1977 году — защитил кандидатскую диссертацию.
В 1992 году — защитил докторскую диссертацию.
С 1977 по 1993 годы — м.н.с., н.с., ст. н.с., НИФХИ имени Л. Я. Карпова.
С 1993 по 2002 годы — заместитель директора, зав. лабораторией структуры полимерных материалов, Институт синтетических полимерных материалов имени Н. С. Ениколопова РАН (ИСПМ РАН).
В 1997 году — избран членом-корреспондентом РАН.
С 2002 года по 2018 год  — директор ИСПМ РАН.

## Научная деятельность
Ведет научные исследования в областях: физика и механика полимерных материалов и композитов, структура полимеров, молекулярное моделирование, рентгеноструктурный анализ.
Заведующий кафедрой физики полимеров МФТИ, и по совместительству — профессор кафедры высокомолекулярных соединений химического факультета МГУ.
1. Ozerin A. N. Nano-scaled ordering in highly branched regular polymer structures. // Macromol. Symp. 174, 93 (2001).
2. Ozerin A. N., Svergun D. I., Volkov V. V., Kuklin A. I., Gordelyi V. I., Islamov A. Kh., Ozerina L. A., Zavorotnyuk D. S. // The spatial structure of dendritic macromolecules. J. Appl. Cryst. 2005. V. 38. P. 996-1003.
3. Ivanchev S. S., Ozerin A. N. Nanostructures in polymer systems. // Polymer Sci., ser. B, 2006, Vol. 48, No. 7-8, P. 213-225.
4. Kurkin T. S., Ozerin A. N., Kechek'yan A. S., Gritsenko O. T., Ozerina L. A., Alkhanishvili G. G., Sushchev V. G., Dolmatov V. Yu. The Structure and Properties of Polymer Composite Fibers Based on Poly(vinyl alcohol) and Nanodiamond of Detonation Synthesis. //Nanotechnologies in Russia, 2010, Vol. 5, Nos. 5-6, pp. 340-351.